# Роуан (Ајова)
Роуан (енгл. Rowan) град је у америчкој савезној држави Ајова. По попису становништва из 2010. у њему је живело 158 становника.

## Демографија
Према попису становништва из 2010. у граду је живело 158 становника, што је -60 (-27.5%) становника више него 2000. године.
| Група             | 2000.       | 2010.       |
| Белци             | 194 (89,0%) | 143 (90,5%) |
| Афроамериканци    | 0 (0,0%)    | 0 (0,0%)    |
| Азијати           | 0 (0,0%)    | 0 (0,0%)    |
| Хиспаноамериканци | 15 (6,9%)   | 15 (9,5%)   |
| Укупно            | 218         | 158         |